# Bob Forward
Robert Dodson Forward, detto Bob (California, 5 marzo 1958), è uno scrittore, sceneggiatore e produttore televisivo statunitense, noto soprattutto come presidente e fondatore della casa editrice indipendente Detonation Films.

## Biografia
Figlio del dottor Robert L. Forward e sua moglie Martha, adottò fin dagli esordi il diminutivo "Bob Forward" per essere distinto dal padre scrittore. Forward ha tre sorelle minori: Mary Lois Forward (coniugata Mattlin), Julie Elizabeth Forward (coniugata Fuller) ed Eve Lauren Forward.
Durante la sua carriera è stato sceneggiatore di: Transformers Animated, I Fantastici Quattro: I Più Grandi Eroi del Mondo, X-Men: Evolution, Biocombat, Young Hercules, L'incredibile Hulk, Biker Mice da Marte, G.I. Joe, Super Mario, Un regno incantato per Zelda, The Real Ghostbusters, BraveStarr, Roswell Conspiracies, She-Ra, la principessa del potere, Il segreto della spada, He-Man e She-Ra: Speciale Natale e Dragons: Fire and Ice.
Successivamente si stabilisce a Chatsworth e fonda la Detonation Films a Simi Valley.